# Pontus Möller
Axel Edvard Pontus Möller, född 29 augusti 1921 i Vadstena församling, Östergötlands län, död 21 november 2009 i Solna församling, Stockholms län, var en svensk arkivman och genealog. Han var redaktör för Adelskalendern åren 1960–1987 samt riddarhusgenealog 1963–1988.

## Biografi
Pontus Möller var son till arkitekten och konstnären Henning Möller och friherrinnan Märta Liljencrants. Han anställdes 1948 som amanuens vid Stockholms stadsarkiv, avlade 1949 examen som fil. kand. vid dåvarande Stockholms högskola och medarbetade 1950–1952 vid Kungliga Vitterhets Historie och Antikvitets Akademiens diplomatariekommitté. Han var 1951–1954 extra tjänsteman vid Krigsarkivet och 1956–1962 amanuens vid Riksarkivets heraldiska sektion.  Han utnämndes till arkivarie vid Riksarkivet sistnämnda år. Åren 1956–1976 tjänstgjorde han under olika perioder som tillförordnad statsheraldiker.
Pontus Möller blev 1960 redaktör för Sveriges Ridderskap och Adels kalender, i dagligt tal ”Adelskalendern”, och tillträdde 1963 som riddarhusgenealog, en tjänst han innehade till 1988. Under sin tid genomförde Möller omfattande förbättringar och uppdateringar av riddarhusgenealogierna.
Pontus Möller var 1949–1975 ledamot av styrelsen för Genealogiska Föreningen och 1965–1975 dess vice ordförande samt 1950–1953 och 1962–1965 redaktör för föreningens tidskrift Släkt och Hävd samt blev 1977 hedersledamot i föreningen. Han tillhörde också redaktionskommittén för Svenska släktkalendern.
Pontus Möller arbetade med flera stora släktutredningar, däribland släkterna von Knorring, Söderberg, Ekebergh, Möller, Wallengren och Strang. Han är begravd på Norra begravningsplatsen utanför Stockholm.

## Utmärkelser
- Riddare av Finlands Lejons orden 1 kl 1975
- Victor Örnbergs hederspris (Sveriges Släktforskarförbund) 1992
- Svenska Heraldiska Föreningens förtjänstmedalj i guld ”för stora insatser för heraldiken i Sverige” 2007